# Synagoga Bejsa Jaszur w Knyszynie
Synagoga Bejsa Jaszur w Knyszynie – nieistniejąca synagoga znajdująca się w Knyszynie na tzw. Wypuście, przy ulicy Berka Joselewicza, dawniej zwanej Szkolną.
Synagoga została zbudowana na początku XX wieku, najprawdopodobniej po 1915 roku, kiedy to podczas pożaru miasta spłonęła stara synagoga. Uczęszczali do niej głównie ubodzy członkowie knyszyńskiej gminy żydowskiej.
Podczas II wojny światowej, po wkroczeniu w 1941 roku wojsk niemieckich do Kleszczel synagoga została zdewastowana. W latach 1950–1955 została ostatecznie rozebrana.